# Bataille de Port Lyautey
Campagne d'Afrique du Nord de la Seconde Guerre mondiale
Batailles
Guerre du Désert
- Invasion de l'Égypte
- Compass (Fort Capuzzo
- Nibeiwa
- Sidi Barrani
- Bardia
- Tobrouk (1941)
- Mechili
- Beda Fomm)
- Koufra
- Siège de Giarabub
- Sonnenblume
- El Agheila (1941)
- Siège de Tobrouk (Raid sur Bardia
- Raid Twin Pimples)
- Skorpion
- Brevity
- Battleaxe
- Crusader (Flipper
- Bir el Gubi (novembre 1941)
- Point 175
- Bir el Gubi (décembre 1941))
- Fort Lamy
- Gazala (Bir Hakeim
- Tobrouk (1942))
- Mersa Matruh
- El Alamein (juillet 1942) (Raid sur l'aérodrome de Sidi Haneish)
- Alam el Halfa
- Agreement (Caravan)
- Bertram
- Braganza
- El Alamein (octobre 1942) (Avant-poste Snipe)
- El Agheila (1942)

Débarquement allié en Afrique du Nord
- Blackstone
- Casablanca
- Reservist
- Terminal
- Port Lyautey
- Brushwood

Campagne de Tunisie
- Course pour Tunis
- Ligne Mareth
- Sidi Bouzid
- Kasserine
- Sejnane
- Ochsenkopf
- Capri
- Ksar Ghilane
- Pugilist
- El Guettar
- Wadi Akarit
- Longstop Hill
- Hill 609
- Vulcan
- Flax
- Retribution
- Strike

La bataille de Port Lyautey, également connue sous le nom d'opération Goalpost, est un affrontement faisant partie de l'opération Torch, le débarquement allié en Afrique du Nord pendant la Seconde Guerre mondiale. Opposant les forces américaines aux forces françaises vichystes, la bataille débute le 8 novembre 1942 dans la ville de Port Lyautey, aujourd'hui connu sous le nom de Kénitra, dans le Maroc français et s'achève par sa capture et son occupation par les troupes américaines, écrasant les forces françaises après plus de deux jours de combats acharnés.

## Objectifs
L'attaque faisait partie des objectifs de la force opérationnelle occidentale dans le cadre de l'opération Torch, opération de débarquement Allié pour prendre le contrôle de l'Afrique du Nord sous contrôle allemand. Au sein de la Task force, la Sub Task Force Goalpost est chargée de sécuriser Port Lyautey. Trois objectifs principaux devaient être atteints :
1. Capture du village balnéaire de Mehdiya
2. Capture de la forteresse sécurisant l'embouchure du fleuve (la Kasbah Mahdiyya 34° 15′ 51″ N, 6° 39′ 27″ O)
3. Sécuriser l'aérodrome

## Structure de commandement
L'opération était sous le commandement du général américain Dwight D. Eisenhower, et la force opérationnelle occidentale était sous le commandement du général George S. Patton. Le Sub Task Force Goalpost était sous le commandement du général Lucian Truscott.

## Prélude

### Planification
Avant le débarquement au Maroc français et après la chute de la France pendant la Seconde Guerre mondiale, le département d'État américain avait maintenu en Afrique du Nord française un nombre inhabituellement élevé de fonctionnaires consulaires très compétents. Ce groupe était sous la direction de M. Robert Murphey, futur conseiller politique du général Eisenhower. De ces sources et de l'attaché militaire à Tanger, l'armée américaine a obtenu des informations très détaillées sur les conditions au Maroc et a été mise en contact avec des Français opposés au régime de Vichy et aux forces de l'Axe.
Un Anglais et un Français, Karl Victor Clopet et René Malevergne, ont été transportés clandestinement à Londres. Clopet avait une connaissance intime des ports, des plages et des défenses côtières le long de toute la côte en ayant vécu à Casablanca pendant plus de 12 ans et de ses liens étroits avec les opérations de sauvetage effectuées là-bas. Malevergne connaissait chaque virage et chaque barre du chenal du Sebou, connaissait tous les navires se livrant au cabotage et fournissait des informations importantes concernant le sentiment politique pro-nazi qui était plus fort dans la région de Port Lyautey que dans toute autre zone du Maroc.

### Préparation au combat
Des plans ont été élaborés à Londres pour l'assaut de Port Lyautey par le général Truscott et son équipe. La capture et le stockage de l'aérodrome de Port Lyautey était la mission principale. L'infanterie et les équipes de combat blindées stationnaient à Fort Bragg en Caroline du Nord. Il s'agirait principalement de la 9e division d'infanterie et du 60e régiment d'infanterie « Go Devils ».
Personnel et véhicules affectés à la force « Z » (Goalpost), à compter du 22 octobre 1942:
| Unité                                                                  | Personnel | Véhicules |
| ---------------------------------------------------------------------- | --------- | --------- |
| 9e ID 1er BLT, 60e régiment d'infanterie                               | 1345      | 118       |
| 9e ID 2e BLT, 60e régiment d'infanterie                                | 1268      | 117       |
| 9e ID 3e BLT, 60e régiment Infanterie                                  | 1461      | 118       |
| Autres troupes du 60e régiment d'Infanterie                            | 1318      | 224       |
| 66e équipe de débarquement blindée, 1er bataillon, 66e régiment blindé | 919       | 163       |
| XIIe commandement d'appui aérien                                       | 1936      | 103       |
| Batteries 692e-697e, artillerie côtière (AA)                           | 448       | 0         |
| 66e compagnie du génie topographique (détachement)                     | 5         | 0         |
| 1er bataillon de transmissions blindé                                  | 3         | 1         |
| 9e compagnie de transmissions                                          | 68        | 10        |
| 122e compagnie de transmissions                                        | 26        | 4         |
| 163e compagnie de transmissions                                        | 6         | 1         |
| 239e compagnie de transmissions                                        | 35        | 4         |
| 56e bataillon médical                                                  | 36        | 0         |
| Détachement d'exploitation de la 2e station de radiodiffusion          | 30        | 5         |
| Groupe de contre-espionnage                                            | 16        | 0         |
| Groupe d'interrogatoire des prisonniers                                | 21        | 0         |
| Personnel du gouvernement civil                                        | 4         | 0         |
| Quartier général de la Force                                           | 46        | 10        |
| Marqueurs de sous-marins                                               | 30        | 0         |
| Experts en obstruction portuaire                                       | 40        | 0         |
| Personnel naval                                                        | 18        | 0         |
| Total                                                                  | 9079      | 881       |

#### Logistique et embarquement
On s'est vite rendu compte qu'il n'y avait pas suffisamment de postes d'amarrage dans le port d'embarquement pour permettre à l'ensemble de la Force opérationnelle occidentale de charger et d'embarquer simultanément. Le 60e régiment et l'équipe de combat du 1er bataillon du 66e régiment blindé étaient bien organisés et bien entraînés, notamment en opération amphibie. Une conférence des commandants s'est tenue le 14 octobre à Washington DC avec le général Patton. Il fut noté qu'un « contre-signe » pour l'attaque n'avait pas encore été développé à des fins d'identification pendant les opérations. Quelqu'un suggéra les mots « George Patton » et fit l'unanimité. Le challenger ébruitant le mot « George » ; le défié, s'il était un ami, devait ainsi répondre « Patton ». Dans la nuit du 15 octobre, des troupes et du matériel sont embarqués. Un chargement de dernière minute a été effectué le 16 octobre, et à 13 h 40 ce jour-là, le groupe navigua vers Solomons Island dans la baie de Chesapeake, où ils reçurent leur formation de répétition.
Sur les plages de Salomons, les tests de tirs navals ou d'appui aérien n'étaient pas autorisés, mais les tests de communications et de procédures demeuraient l'objectif principal. Le 17 octobre, tous les entraînements de répétition semblaient se dérouler comme prévu. Les transports étaient à l'ancrage avec des péniches de débarquement grouillant dans l'eau à proximité. Cependant, à un moment donné, le colonel Demas T. Craw signala qu'un capitaine de navire avait refusé d'accrocher des filets ou d'abaisser des embarcations, expliquant que son équipage n'était pas suffisamment entraîné pour participer à l'expédition. Après la visite du général Truscott, malgré l'état inadéquat de la formation et d'une préparation à la hâte, celui-ci estime que le refus du capitaine n'aurait eu aucun effet sur l'ensemble de l'opération. Le lendemain, le groupe prit la mer en direction de l'Afrique du Nord.

#### Soutien à l'aérodrome de Lyautey
La zone de Port Lyautey, située dans un coude en « U » de la rivière Sebou, contenait un aérodrome avec des pistes en béton et des hangars sur les bas-fonds à côté d'une rivière et à environ cinq milles des plages du débarquement. Mais à neuf milles en amont de la rivière, celle-ci avait une profondeur maximale qui, même aux plus hautes marées de novembre, limitait l'accès aux navires ne mesurant pas plus de 19 pieds (5,8 m). La planification initiale avait envisagé le débarquement d'avions de Gibraltar sur le terrain après la capture de la zone ; des plans ultérieurs prévoyaient un lancement des avions à partir du porte-avions auxiliaire USS Chenango.
Les planificateurs militaires ont abordé la question de la fourniture d'essence et de munitions d'aviation directement à l'aérodrome au moyen de la rivière Sebou jusqu'aux quais de l'aérodrome. La recherche d'un navire à faible tirant d'eau s'est portée sur le SS Contessa, un cargo réfrigéré de la Standard Fruit & Steamship Company et navire à passagers, construit en 1930, qui avait opéré entre les ports des Caraïbes et les États-Unis,,. La War Shipping Administration fut habilitée à prendre en charge toute la navigation océanique. Le Contessa reprit ainsi le service de guerre le 29 mai 1942 avec la Standard Fruit comme agent d'exploitation. Le navire fut affrété à la dernière minute pour l'opération,.
Selon un article de magazine populaire écrit un an plus tard, un message a été envoyé au commandant du navire, le capitaine William H. John — le priant de se rendre à Newport News pour entreprendre une mission de guerre secrète. L'intendant du navire était un homme qui passa ses heures à essayer de sauver les âmes de l'équipage et à prier pour le bien-être de son navire. Le bateau était craquelé par le sel, taché de rouille et son équipement de démagnétisation avait disparu.
Le Contessa atteignit Norfolk alors que le convoi se préparait à naviguer. Il fuyait et des problèmes de moteur nécessitèrent une mise en cale sèche immédiate de plusieurs jours. Par un effort extraordinaire, le navire fut réparé aussitôt, mais entre-temps, une grande partie de l'équipage avait quitté la ville dans l'attente d'un séjour plus long. Avec trois jours de retard, avec un équipage composé de marins volontaires d'un brick local de la marine libéré d'infractions mineures, le navire appareilla aux premières heures du 27 octobre dans une course sans escorte à travers l'Atlantique pour rejoindre le convoi,,. Le Contessa, chargée de seulement 738 tonnes d'essence et de bombes, dépassa le convoi le 7 novembre,,.

## La bataille

### 7 novembre
Le groupe d'attaque Nord, la Sub Task Force Goalpost, arriva au large de Mehdia, au Maroc, juste avant minuit, du 7 au 8 novembre 1942.
Le cuirassé Texas et le croiseur léger Savannah prirent position au nord et au sud des plages du débarquement. Les navires de transport avaient perdu leur formation dans l'ultime approche du Maroc et ne l'avaient pas retrouvée. Certaines péniches de débarquement de cinq des navires devaient d'abord transporter des troupes des trois autres, des recherches très confuses provoqua un retard dans la formation des vagues pour les débarquements réels. Le général Truscott fut acheminé de transport en transport et dut accepter de reporter l'heure H de 04 h 00 à 04 h 30.
Les messages du président Franklin D. Roosevelt et du général Eisenhower était déjà diffusé depuis Londres bien plus tôt, et en Méditerranée, les débarquements avaient déjà commencés, annulant ainsi l'effet de surprise.
Les défenses de Mehdia étaient peu organisées. Les équipages navals exploitèrent deux canons de 130 mm dans des positions protégées sur le plateau au-dessus du village de Mehdia et à proximité de la Kasbah. Pas plus de 70 hommes occupaient le fort au début de l'attaque. Deux canons de 75 mm étaient montés sur des wagons plats sur la voie ferrée longeant la rivière à la base de la falaise sur laquelle se trouvait la Kasbah. Une deuxième batterie de quatre canons de 75 mm fut avancé après le début de l'attaque vers une position sur les hauteurs le long de la route de Mehdia à Port Lyautey. Une batterie de quatre canons de 155 mm GPF (Grande Puissance Filloux) fut mis en place sur une colline à l'ouest de Port Lyautey et au sud-ouest de l'aéroport. L'aéroport était défendu par une seule batterie antiaérienne. L'infanterie se composait du 1er régiment d'infanterie marocain et du 8e Tabor (bataillon) de Goums indigènes. Un groupe de neuf canons de 25 mm s'étaient retirés des autres régiments d'infanterie et un bataillon du génie complétait la force défensive. Des renforts ont été envoyés pour occuper les retranchements et les positions de mitrailleuses qui couvraient les approches des canons côtiers et du fort et pour occuper des positions défensives sur les crêtes à l'est de la lagune.

### 8 novembre
Aux premières lueurs du 8, le colonel Demas T. Craw et le major Pierpont M. Hamilton débarquèrent en jeep lors du premier débarquement sur la plage, à Port Lyautey afin de consulter le commandant français, le colonel Charles Petit. Les émissaires devaient lui remettre une lettre diplomatique dans l'espoir d'empêcher le début des hostilités. Ils débarquèrent au début des tirs de batteries côtières, de navires de guerre et d'avions français mitraillés. Les troupes françaises près de la Kasbah les dirigèrent vers Port Lyautey, mais lors de l'approche de la ville en arborant un drapeau blanc, un mitrailleur français à un avant-poste de la bifurcation les arrêta d'une rafale à bout portant qui tua le colonel Craw. Le major Hamilton fut ensuite conduit au quartier général du colonel Petit, où sa réception ne conduisit à aucune réponse concluante. L'atmosphère régnant au quartier général français à Port Lyautey alternait entre sympathie envers la cause alliée et d'un dégoût pour les combats en cours. Seule manquait l'autorisation du supérieur du colonel Petit qui pouvait mettre fin aux combats. Dans l'attente de cette autorisation, les Français de Port Lyautey continuèrent à se battre. 
Les 27 Dewoitine D.520 de la Flottille 1.F de l'Aéronavale  de Port-Lyautey combattirent l’attaque aérienne menée par une centaine d'aéronefs, comprenant des F4F Wildcat, des SBD Dauntless et des TBF Avenger, décollant à partir de 4 porte-avions: USS Ranger, USS Santee , USS Sangamon, et USS Suwannee sous le commandement direct de Georges Patton. Le bilan est lourd : mort du commandant de flottille et destruction des trois quarts des appareils. 
Les unités du 60e régiment d'infanterie commencèrent à débarquer des troupes et des fournitures de leurs navires juste à côté de la rive marocaine. La première vague de navires de débarquement se regroupa en vue de l'invasion à venir. Malheureusement, dans le chaos du débarquement, la première vague fut retardée en cherchant des informations vers le rivage, tandis que la seconde vague se rapprocha du bord. La confusion régnait au cours de l'opération, c'est lors du second débarquement que la première vague se mit à avancer vers ses objectifs. Les défenseurs français résistèrent avec des tirs d'armes légères ainsi que des tirs de canon d'une forteresse de la Kasbah à la position 34° 15′ 51″ N, 6° 39′ 27″ O, qui surplombait la région. Pendant toute la première journée, le 60e régiment atteignit son premier objectif de sécurisation de la plage, mais ne parvint pas à remplir ses autres objectifs prévus. La nuit du 8 était orageuse, les hommes essayaient de se reposer n'importe où, et beaucoup se précipitaient dans l'obscurité pour retrouver leurs unités.

### 9 novembre
Le deuxième jour, d'autres attaques ont commencé contre la forteresse de la Kasbah. Le terrain autour fut atteint et sécurisé, mais le fort lui-même se défendait toujours avec succès. En fin de journée, de nombreuses attaques furent repoussées par les défenseurs français, les attaquants américains ne rencontrant aucun succès.

### 10 novembre
Enfin, le troisième jour, le 10 novembre, la forteresse fut envahie et capturée, conduisant au succès final de la capture de l'aérodrome local. À 16 h 20, le Contessa entra dans le fleuve Sebou pour livrer l'essence et les munitions d'aviation aux 76 P-40 Warhawk de l'armée lancés le matin par le Chenango, mais s'échoua en passant la Kasba et dut attendre une marée plus élevée le matin du 11 novembre.
Ces victoires ont conduit à l'instauration d'une trêve le 11 novembre.

## Conséquences

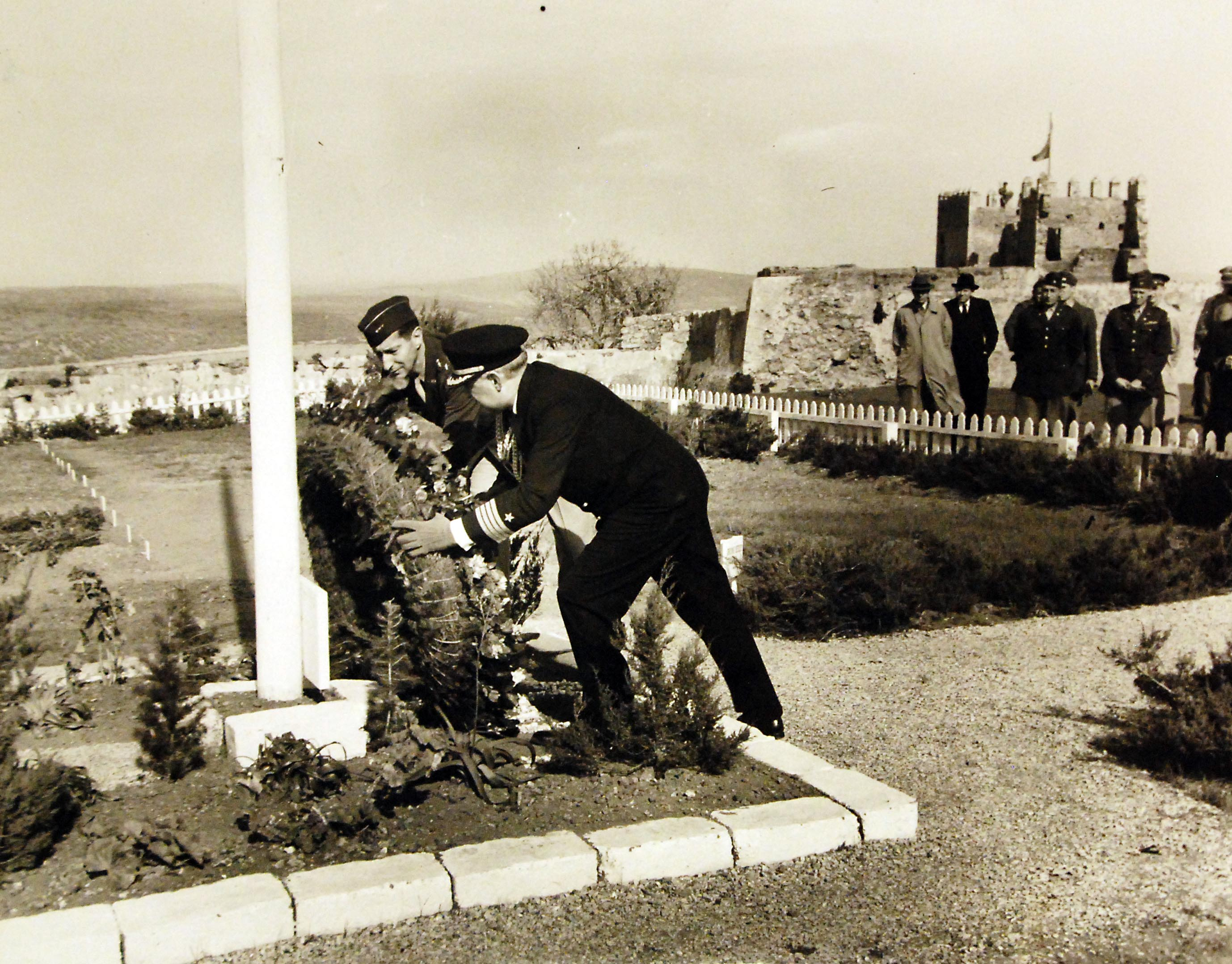
Dépôt de gerbe au cimetière américain près de la Kasbah Mehdia, Port Lyautey (Maroc), 1943.

Après la bataille, la plupart des unités impliquées sont restées dans la région. En janvier, le président Roosevelt visita la région, à la grande surprise des troupes. Il fit le tour de la Kasba et vit la zone où celles-ci avaient débarqué. Il déposa une couronne de fleurs dans un petit cimetière américain créé à la hâte, pour honorer leur sacrifice. Le colonel Fredrick de Rohan fit au président un briefing général du déroulement de la bataille.
Après la bataille, le général George Patton résuma la bataille de Port Lyautey comme très compliquée. Les conditions de plage étaient mauvaises, de nombreux bateaux furent perdus lors du débarquement et il fallut plus de deux jours pour capturer le fort. Les Français livrèrent une féroce défense.
Après la bataille, un cimetière a été créé à proximité immédiate de la forteresse de la Kasbah. C'est ici qu'ont été enterrés les hommes tombés au combat lors de la bataille de Port Lyautey. En janvier 1943, le général Mark Clark déposa une couronne au pied du mât du drapeau du cimetière.